# Playaño
Playaño Salinan, jedna od skupina ili plemena Salinan Indijanaca na kalifornijskoj obali. 
O jeziku ovih Indijanaca nije ništa poznato. O njemu 1932. govori Maria de los Angeles John P. Harringtonu, kao o trećem salinan-dijalektu koji se govori uz obalu, a naziva ga coastal migueleno. Ime Playaño potječe od misijakih svećenika iz 1812., a prevodi se kao beach-people (narod s obale).
Swanton navodi 4 njihova sela: Ehmahl (blizu Lucije), Lema, Ma'tihl'she i Tsilakaka (kod San Simeona; okrug San Luis Obispo)
Playaño još imaju potomaka u Kaliforniji u Okrug San Luis Obispo

## Vanjske poveznice
- The Salinan People  Arhivirana inačica izvorne stranice od 3. svibnja 2009. (Wayback Machine)